# Genuatief Rolf
Rolf wurde ein Genuatief genannt, das in der ersten Novemberwoche 2011 zu schweren Überschwemmungen in Nordwestitalien und Südfrankreich führte. Prominent wurde das Tief in Fachkreisen auch darum, weil es von der amerikanischen Wetterbehörde NOAA als hurrikanähnliche Zyklone gemeldet wurde.
Mindestens elf Personen wurden durch die Auswirkungen des Sturmes getötet, davon die meisten durch Sturzfluten, in Genua in der italienischen Region Ligurien und im französischen Département Var.

## Wetterlage
In der ersten Novemberwoche entwickelte sich aus einem Kaltluftvorstoß über der Iberischen Halbinsel ein Tiefdruckgebiet zwischen den Balearen und Korsika, das sich zu einem außergewöhnlichen Sturmsystem über dem Ligurischen Meer entwickelte, dem von der NOAA am 7. November tropensturm-ähnliche Eigenschaften zugesprochen wurden, was aber für Mittelmeertiefs nicht wirklich zutrifft.
Das Tief wurde durch das mächtige Russlandhoch Walli blockiert (>1040 mb). So bildete sich eine kräftige Südströmung aus der Zentralsahara aus, wodurch das Genuatief Rolf im ligurischen Raum hängenblieb und keine Vb-ähnliche Zugbahn nach Osten ausbildete.
Wie alle europäischen Tiefdruckgebiete wurde das System im Rahmen der Aktion Wetterpate der Freien Universität Berlin benannt. Das am 4. November entstandene System erhielt den Namen Rolf. Am 7. November um 18:00 Uhr UTC klassifizierte die NOAA das System als tropisch und vergab die Bezeichnung 01M, wobei die Ziffern analog zu anderen Becken die Zählung tropischer Systeme im laufenden Jahr entspricht und der Buchstabe die Kennung für das Mittelmeer darstellt.

### Verlauf

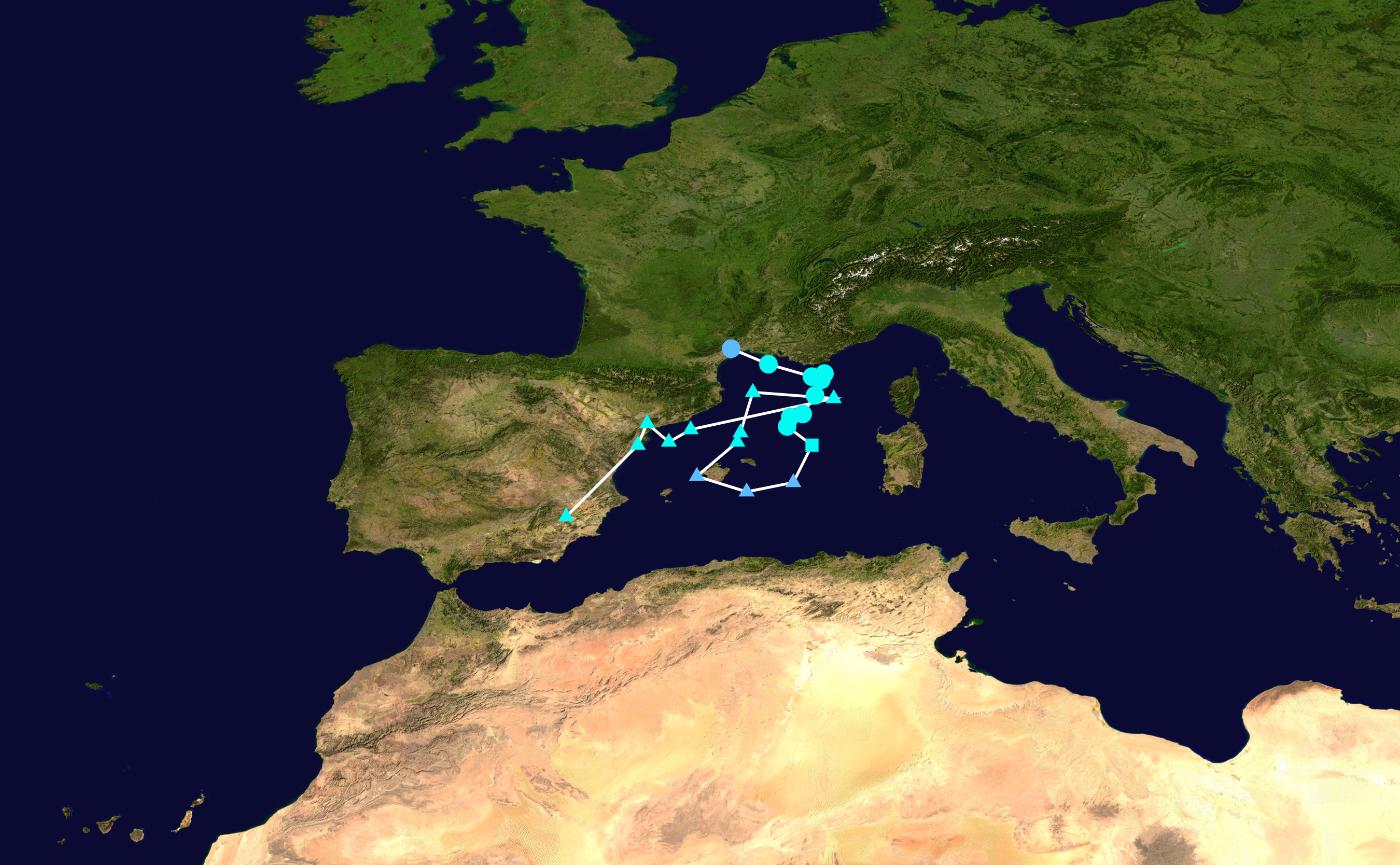
Zugbahn des Sturmes

Die Satellite Services Division der US-amerikanischen National Oceanic and Atmospheric Administration hat Rolf am 7. November um 12:00 Uhr UTC als tropische Störung eingestuft. Sechs Stunden später ergaben die Satellitenbildauswertungen, dass die tiefe Konvektion im Zirkulationszentrum des Systems lange genug Bestand hatte, um das System als tropischen Sturm zu klassifizieren. Am 8. November um 0:00 Uhr gab die NOAA bekannt, dass einige Stunden früher anhand von SSMIS-Daten festgestellt wurde, dass Rolf ein augenähnliches Merkmal aufwies. In dieser Phase ermittelte die NOAA mithilfe der Dvorak-Technik einen Wert von 3,0, was auf andauernde einminütige Windgeschwindigkeiten von etwa 45 Knoten und einen zentralen Luftdruck von 1000 hPa hindeutet. Der Sturm behielt seine Intensität zunächst bei, sechs Stunden später begann jedoch ein Rückgang der Konvektion und, mit Ausnahme des nordöstlichen Quadranten, löste sich das Zentrum fast vollständig von der Konvektion. Um 18.00 Uhr UTC stellte die NOAA eine Zunahme der Konvektion fest, die sich stärker um das Zentrum zog. doch um Mitternacht hatte sich der Sturm signifikant abgeschwächt und die Konvektion hatte sich weitgehend aufgelöst.
Es kam ab dem 4. November zu starken Niederschlägen (über 600 mm/72 h in Ligurien; langjähriges Monatsmittel November etwa für Turin ca. 70 mm, 936 mm/5 d in Valleraugue in den Meeralpen, ein Halbjahres-Normalniederschlag), Gewittern und orkanartigen Windgeschwindigkeiten bis 122 km/h und abnorm hohem Seegang an der Cote Azur (um die 2,5 m). Durch die außergewöhnlich milden Verhältnisse lag die Schneegrenze der Alpensüdseite bei 2200–2500 m, sodass die Niederschläge jahreszeitenuntypisch nicht als Schnee gebunden wurden. In den zentralen Alpen (Oberer Piemont, Tessin) blieben schwerere Überschwemmungen aus.
An der Alpennordseite gab es hingegen durch Föhn Temperaturen deutlich über 20° (Mittelwert November etwa Innsbruck 3°), in Glarus bei Föhnsturm sogar an die 20° des Nachts.

### Ereignishäufigkeit
Tropische Wirbelstürme der Art von Rolf werden im Mittelmeer alle paar Jahre beobachtet, zuletzt Oktober 2007 und davor im Jahre 1995. In ihrer extremen Ausgestaltung können diese Medicanes genannten Pseudohurricanes regelmäßig auch ein Auge, einen wolkenfreien Bereich im Zentrum des Tiefs, ausbilden.
Im Raum Genua aber waren die Vermurungen als Folge der Sturzregen des 4. Novembers die schwersten seit 7./8. Oktober 1970.

## Folgen
Das System brachte erheblich und andauernde Starkregenfälle in Ligurien, im Piemont, an der Côte d’Azur und in den Seealpen, bis an die Pyrenäen, sowie auf Sardinien und Korsika mit sich. Besonders im Turiner Raum hatten schon heftige Unwetter mit außergewöhnlichen Regenraten Ende Oktober, bei denen auch schon mehrere Menschen ums Leben gekommen waren, den Boden übersättigt, wobei die Region aber von diesem Ereignis dann weniger stark als befürchtet betroffen war.
Andauernde Winde in Sturmstärke und Böen in Orkanstärke erzeugten eine starke Brandung, die an den Küsten der Region Schäden anrichteten.

### Italien
Besonders betroffen waren die Stadt Genua durch das Sturzwasser des Fereggiano und die Stadt Recco am 4. November, als es im Raum auch zu umfangreichen Verkehrsbehinderungen kam (A 12, Straßen und Bahnlinien der italienischen und französischen Riviera), die Tigullio und das Piemont am 5., die Provinz Savona in der Nacht des 5./6. nach schweren Gewittern. Die 6 Todesopfer waren schon am 4. in Genua zu beklagen, wo auch einige tausend Personen evakuiert werden mussten. Die unzulänglichen hydrogeologischen Verhältnisse und mangelnden Sicherheitsmaßnahmen der Stadt führten auch zu politischen Kontroversen.

### Frankreich
Stark betroffen war auch das französische Département Var, wo besonders an der Argens 2500 Personen evakuiert wurden (die schwersten Schäden entstanden im flussnahen Gewerbegebiet La Palud in Fréjus), aber auch im Département Alpes-Maritimes entlang dem Fluss Var. Diese Region war bereits im Juni 2010 von heftigen Regenfällen und Überflutungen betroffen gewesen, die 23 Todesopfer gefordert hatten. Überschwemmungen gab es im gesamten Süden Frankreichs, vom Département Pyrénées-Atlantiques bis zur italienischen Grenze und auf Korsika.
Für Frankreich schätzt der staatliche Rückversicherer Caisse centrale de réassurance (CCR) die entstandenen Schäden per 10. des Monats auf 550 bis 800 Mio. €. Zudem hat das Unwetter bisher fünf Todesopfer gefordert, dazu wird mindestens eine Person, die von der Strömung des Var fortgerissen wurde, vermisst.